# Ricky Lawson
Ricky Lawson (ur. 1954 w Detroit, zm. 23 grudnia 2013 w Long Beach) – amerykański muzyk sesyjny, perkusista, kompozytor, współzałożyciel grupy Yellowjackets, laureat Nagrody Grammy.
Współpracował z takimi artystami jak m.in.: Michael Jackson, Whitney Houston, Eric Clapton, Babyface, Shanice, Steely Dan, Phil Collins, Quincy Jones, Stevie Wonder, Toto, Al Jarreau, George Benson, Lionel Richie.
Gra na perkusji m.in. w takich przebojach jak I Will Always Love You (Whitney Houston), filmie Dreamgirls.
Na jego autorskim albumie Ricky Lawson And Friends, wydanym 28 sierpnia 2001, wystąpili tacy artyści jak: Gerald Albright, Phil Collins, George Duke, Sheila E., Nathan East, Donald Fagen, Robben Ford, James Ingram, Boney James, Al Jarreau, Kirk Whalum, Vesta Williams.
Był oficjalnym endorserem firm: Vic Firth, Roland, Akai, Shure, Remo, Pearl, KRK, Paiste, Gibraltar i innych.
Mottem Ricky’ego było Get it right the first time (ang. Zrób to dobrze za pierwszym razem).

## Dyskografia
Albumy solowe
- 2001 Ricky Lawson And Friends[4]

Yellowjackets
- 1981 Yellowjackets
- 1983 Mirage a Trois
- 1985 Samurai Samba
- 1986 Shades

jako muzyk sesyjny
- 1992 Bodyguard (ścieżka dźwiękowa)
- 1997 Unplugged (Babyface)
- 2006 Dreamgirls (ścieżka dźwiękowa)